# Alberto Ghergo
Alberto Ghergo (Roma, 23 febbraio 1915 – Roma, 1º ottobre 1986) è stato un politico italiano, esponente della Democrazia Cristiana e già parlamentare europeo.
Fu eletto deputato europeo alle elezioni europee del 1979 per le liste della DC ottenendo ben 207.595 preferenze.
È stato membro della Commissione per la protezione dell'ambiente, la sanità pubblica e la tutela dei consumatori, della Commissione per l'energia e la ricerca, della Commissione per gli affari sociali e l'occupazione e della Delegazione per le relazioni con Israele.
Ha inoltre ricevuto la medaglia Schuman conferitagli dal Partito Popolare Europeo per i suoi impegni volti a portare avanti la costruzione di un'Europa fatta di pace e prosperità.